# コリナス・デ・ボエ大学
コリナス・デ・ボエ大学(ポルトガル語：Universidade Colinas de Boé)はギニアビサウにある私立大学。2003年9月に、同国初の国立大学である、アミルカル・カブラル大学の少し前に設立されている。
2007年に、ポルトガルのレイリア工科大学と協定を結んでいる。
1. ↑  GUINEA-BISSAU: Government opens first university （英語）